# Melkunie

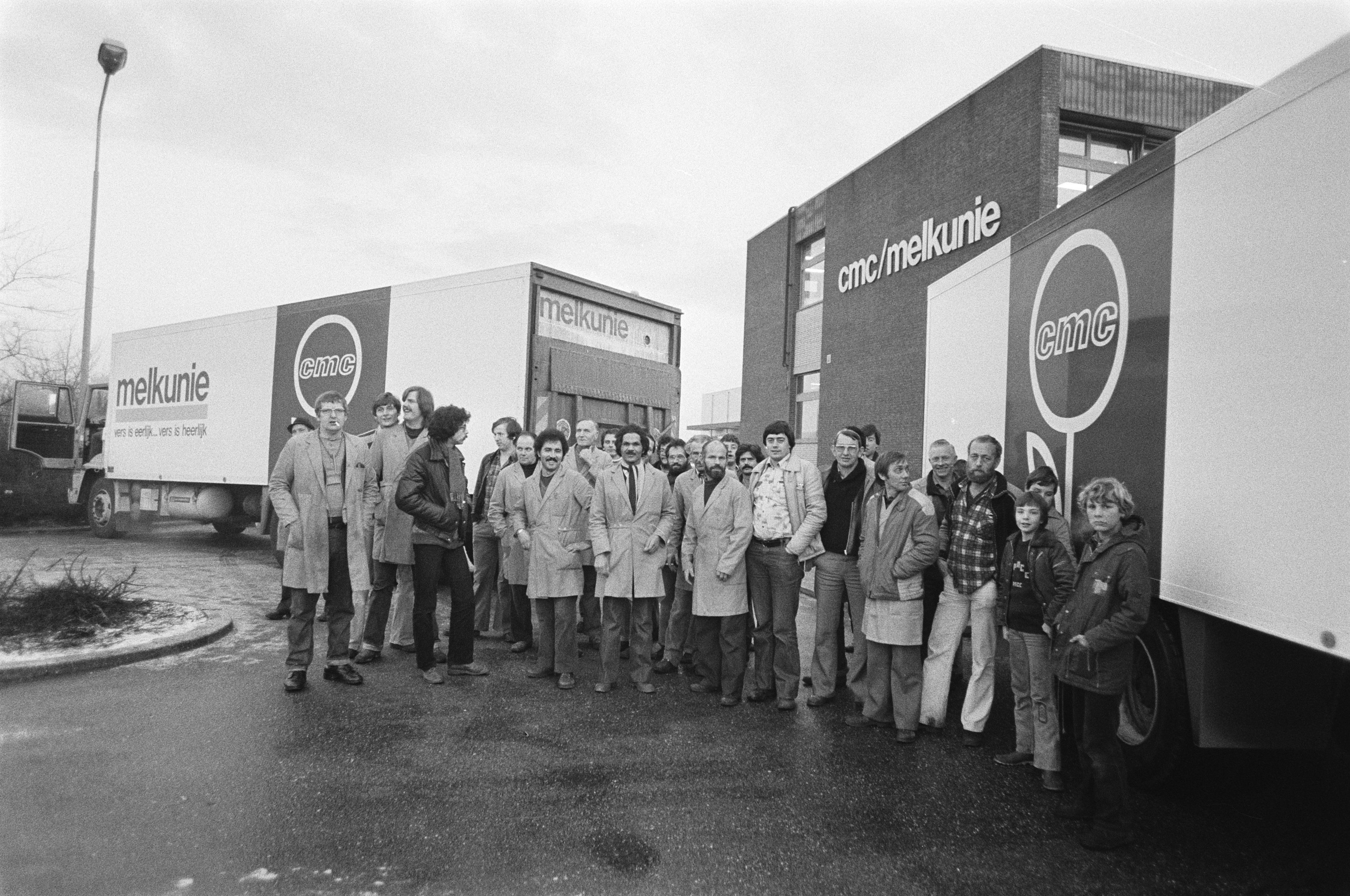
Fabriek van de Melkunie in Amsterdam tijdens een staking in 1980

Melkunie is een Nederlands zuivelmerk dat zijn oorsprong vindt in 1872.
NV Nederlandse Melkunie (NMU) werd opgericht in 1961. De Coöperatieve Melkcentrale (CMC) in Den Haag bezat 50 procent van de aandelen van de NMU.
In 1969 smolten de CMC en de NMU samen tot de CMC-Melkunie.
In 1975 ontstond een samenwerking van CMC-Melkunie (consumptiemelk) met de Noord-Hollandse Coöperatieve Vereniging Noord-Holland (kaas), die ontstaan was uit de coöperatieve verenigingen CMC-Noord-Holland en Noord-Holland-CMC, 
en die in 1980 een fusie aangingen. De nieuwe benaming werd: Melkunie Holland. 
Met 6738 melkleveranciers, verspreid over de provincies Noord-Holland, Zuid-Holland, Utrecht en Zeeland, stond dit concern op de derde plaats van zuivelproducenten in Nederland; op het gebied van consumptiemelk en desserts (van MONA) stond het op de eerste plaats. Het hoofdkantoor (en de MONA-fabriek tot 2004) stonden in Woerden. 
In 1990 fuseerde de coöperatie Melkunie Holland, die West-Nederland als werkgebied had, met DMV Campina uit het zuiden van Nederland. Tot 2001 voerde het bedrijf de naam Campina Melkunie. Daarna werd de merknaam Melkunie geschrapt en werd de naam Campina weer gebruikt voor het hele bedrijf. 
In 2009 kwam het merk in handen van Arla Foods na de overname van de fabriek in Nijkerk. 
Vanaf augustus 2012 is het merk Melkunie weer op de markt. De dagverse zuivelproducten die onder de merknaam Friesche Vlag werden verkocht dragen sindsdien de merknaam Melkunie. 
Melkunie is mede bekend van de reclame met Peer Mascini en de slogan Al het goede komt van Melkunie-koeien. Het STER-filmpje Bommetje won in 1997 de Gouden Loeki. Bij de herlancering in 2012 waren er ook weer nieuwe reclameboodschappen met Mascini in dezelfde stijl.